# Känslan av att jorden krymper, växer
Känslan av att jorden krymper, växer är Sci-Fi SKANEs debutalbum. Albumet skulle släppas 16 november 2005, men det har försenats på grund av felaktigheter med det självlysande omslaget i de första två tryckningarna.
Från skivan är singlarna "Jag har aldrig bott vid en landsväg" och "Vi kommer försent till bluesen".

## Låtlista
1. "Hyresgästen" - 3:33
2. "Jag har aldrig bott vid en landsväg" - 2:51
3. "Känslan av att jorden krymper, växer" - 4:24
4. "Formulären" - 4:11
5. "Rösten som aldrig blir hörd" - 1:30
6. "Eld upphör" - 3:06
7. "Det overkliga tränger sig på" - 3:20
8. "Vi kommer försent till bluesen" - 3:56
9. "Hör" - 1:10
10. "Falla hårt, landa mjukt" - 3:44
11. "Valsen" - 2:43